# William Rowan Hamilton
William Rowan Hamilton (Dublín, 4 de agosto de 1805-ibídem, 2 de septiembre de 1865) fue un matemático, físico, y astrónomo irlandés, que hizo importantes contribuciones al desarrollo de la óptica, la dinámica, y el álgebra. Su descubrimiento del cuaternión, junto con su sistematización de la dinámica, son sus trabajos más conocidos. Este último trabajo sería decisivo en el desarrollo de la mecánica cuántica, donde un concepto fundamental llamado hamiltoniano lleva su nombre.

## Semblanza

### Primeros años
Hamilton fue el cuarto de los nueve hijos de Sarah (1780-1817) y de Archibald Hamilton (1778-1819), que vivían en Dublín, en el 29 de Dominick Street. El padre de Hamilton, que era dublinés, trabajaba como abogado. A la edad de tres años, Hamilton había sido enviado a vivir con su tío, James Hamilton, un graduado del Trinity College que dirigía una escuela en la localidad de Talbots Castle, en Trim (Condado de Meath).
Se dice que Hamilton demostró un inmenso talento a una edad muy temprana. El predecesor de Hamilton como Astrónomo Real de Irlanda y posteriormente obispo de Cloyne, el Dr. John Brinkley, comentó sobre Hamilton cuando este tenía 18 años: Este joven, no digo "será", sino digo "es", el primer matemático de su época.
Su tío observó que Hamilton, desde una edad temprana, había mostrado una asombrosa habilidad para aprender idiomas (aunque esta afirmación es cuestionada por algunos historiadores, quienes afirman que solo tenía una comprensión muy básica de ellos). A la edad de siete años, ya había hecho un progreso considerable con el hebreo, y antes de los trece años, bajo la supervisión de su tío (un lingüista), había adquirido conocimientos casi en tantos idiomas como años de edad tenía (idiomas europeos clásicos y modernos, y persa, árabe, hindustaní, sánscrito e incluso maratí y malayo). Conservó gran parte de su conocimiento de idiomas hasta el final de su vida, a menudo leyendo persa y árabe en su tiempo libre, aunque hacía tiempo que había dejado de estudiar idiomas y los usaba solo para relajarse.
En septiembre de 1813, el calculista prodigio estadounidense Zerah Colburn se exhibía en Dublín. Colburn tenía 9 años, un año mayor que Hamilton. Los dos se enfrentaron en un concurso de aritmética mental, proclamándose Colburn como el claro vencedor. Como resultado de su derrota, Hamilton dedicó menos tiempo a estudiar idiomas y más tiempo a las matemáticas.

### Educación
Hamilton formaba parte de una pequeña pero bien considerada escuela de matemáticos asociada con el Trinity College de Dublín, a la que ingresó con 18 años. La universidad le otorgó dos Optimes, o calificaciones fuera de lo normal. Completó tanto estudios clásicos como matemáticas (bachiller en artes en 1827, y mestría en 1837). Cuando aún era estudiante, fue nombrado profesor de Astronomía de Andrews y Astrónomo Real de Irlanda. Posteriormente se estableció en el Observatorio Dunsink, al que permaneció ligado durante el resto de su vida.

### Vida personal de Hamilton
Mientras asistía al Trinity College, Hamilton le propuso matrimonio a la hermana de un amigo, quien lo rechazó. Hamilton, siendo un joven sensible, enfermó y se deprimió, e incluso estuvo al borde del suicidio. Fue rechazado de nuevo en 1831 por Ellen de Vere, hermana del poeta Aubrey Thomas de Vere (1814-1902). Al cabo Helen Marie Bayly, hija de un predicador rural, aceptó su propuesta y se casaron en 1833. El matrimonio tuvo tres hijos: William Edwin Hamilton (nacido en 1834), Archibald Henry (nacido en 1835) ), y Helen Elizabeth (nacida en 1840). Bayly resultó ser extremadamente piadosa, tímida y reservada; es más, padecía una enfermedad crónica, por lo que la vida matrimonial de Hamilton se presume que no debió de ser sencilla.
Quizá el momento más recordado de su vida fue cuando, según contó él mismo, acudió a su cabeza como un relámpago la estructura de los números cuaterniónicos. Evidentemente, Hamilton llevaba mucho tiempo pensando en aquel problema; pero, sea como fuere, un día de 1843 paseaba con su esposa por el puente de Brongham, que cruza el canal Real de Dublín, cuando de repente comprendió la estructura de los cuaterniones. Acto seguido grabó con la punta de su navaja, sobre una piedra del puente, la feliz idea (la inscripción no se ha conservado hoy en día).

### Muerte y legado
El matemático conservó intactas sus facultades mentales hasta el final de su vida, y continuó constantemente la tarea de terminar los "Elementos de los cuaterniones" que habían ocupado los últimos seis años de su vida. Murió el 2 de septiembre de 1865, tras un  ataque severo de gota. Está enterrado en el cementerio Mount Jerome en Dublín.
Hamilton es reconocido como uno de los científicos más destacados de Irlanda, y a medida que la nación se vuelve más consciente de su herencia científica, cada vez se lo celebra más. Se dice que se le permitía pisar el césped de la Universidad, algo totalmente prohibido. Este hecho camina entre la realidad y la ficción. Posiblemente ocurriera que, absorto en sus meditaciones, descuidara esta prohibición y accidentalmente caminase por los jardines, aunque absolutamente nadie en toda Irlanda se hubiera atrevido a interrumpirle o a amonestarle. Esta anécdota seguramente sirve para  dar idea de la categoría de Hamilton como uno de los grandes matemáticos de su tiempo y de la historia.
El Instituto Hamilton está dedicado a la investigación sobre matemáticas aplicadas en la Universidad Maynooth, y la Real Academia de Irlanda celebra una conferencia pública anual que conmemora a Hamilton en la que han intervenido entre otros Murray Gell-Mann, Frank Wilczek, Andrew Wiles y William Timothy Gowers. El año 2005 fue el 200 aniversario del nacimiento de Hamilton y el gobierno irlandés lo designó como el "Año de Hamilton, que celebra la ciencia irlandesa". El Trinity College de Dublín marcó el año con la inauguración del Instituto William Rowan Hamilton.
Irlanda emitió dos sellos conmemorativos en 1943 para celebrar el centenario del anuncio de los cuaterniones. El Banco Central de Irlanda acuñó en 2005 una moneda de plata conmemorativa de 10 euros para conmemorar los 200 años desde su nacimiento.
Los talleres de mantenimiento más nuevos del sistema de tranvías de Dublín (LUAS), llevan su nombre.

## Astronomía
En su juventud, Hamilton tuvo un telescopio, y se convirtió en un experto en el cálculo de fenómenos celestes, como por ejemplo, la determinación de la visibilidad de los eclipses de luna. Como había recibido calificaciones extremadamente altas tanto en Clásicos como en Ciencias, no era demasiado inusual que, el 16 de junio de 1827, con solo 21 años y todavía estudiante, fuera elegido Astrónomo Real de Irlanda y se instalara en el Observatorio de Dunsink, donde permaneció hasta su muerte en 1865.
En sus primeros años en Dunsink, Hamilton observó los cielos con bastante regularidad. La astronomía observacional en esos días consistía principalmente en medir las posiciones de las estrellas, lo que no era demasiado interesante para una mente matemática. Pero la razón principal por la que finalmente cedió la observación regular por completo a su asistente de astronomía, Charles Thompson, fue que Hamilton sufría con frecuencia enfermedades después de dedicarse a la observación.
Hoy en día, Hamilton no es reconocido como un gran astrónomo, aunque durante su vida si gozó de esta consideración. Sus conferencias de introducción a la astronomía fueron famosas; además de sus alumnos, atrajeron a muchos eruditos y poetas, e incluso a damas; en aquellos días una hazaña notable. La poetisa Felicia Hemans escribió su poema "La oración del estudiante solitario" después de escuchar una de sus conferencias.

## Física
Hamilton hizo importantes contribuciones a la óptica y a la mecánica clásica. Su primer descubrimiento se publicó en un artículo temprano que comunicó en 1823 al Dr. Brinkley, quien lo presentó en 1824 bajo el título de "Cáusticas" a la Real Academia de Irlanda. Se remitió como de costumbre a un comité. Si bien el informe emitido reconoció su novedad y valor, se recomendó que debería dársele un mayor desarrollo y simplificarlo antes de su publicación. Entre 1825 y 1828, el documento había creció a un tamaño inmenso, principalmente por los detalles adicionales que había sugerido el comité. Pero también se volvió más inteligible, y las características del nuevo método ahora se veían fácilmente. Hasta este período, el propio Hamilton parece no haber comprendido completamente ni la naturaleza ni la importancia de la óptica, ya que más adelante pretendió aplicar su método a la dinámica.
En 1827, presentó una teoría de una función única, ahora conocida como ecuación de Hamilton-Jacobi, que une la mecánica, la óptica y las matemáticas, y que ayudó a establecer la teoría ondulatoria de la luz. La propuso cuando predijo por primera vez su existencia en el tercer suplemento de su "Sistemas de rayos", leído en 1832. El artículo de la Royal Irish Academy finalmente se tituló "Teoría de los sistemas de rayos" (23 de abril de 1827), y la primera parte se imprimió en 1828 en las "Transacciones de la Real Academia Irlandesa". Los contenidos más importantes de la segunda y tercera parte aparecieron en los tres voluminosos suplementos (a la primera parte) que se publicaron en las mismas Transacciones, y en los dos artículos "Sobre un método general en dinámica", que apareció en las Philosophical Transactions en 1834 y 1835. En estos artículos, Hamilton desarrolló su gran principio de la "acción variable". El resultado más notable de este trabajo es la predicción de que un solo rayo de luz que entrara en un cristal biaxial en un cierto ángulo emergería como un cono hueco de rayos. Este descubrimiento todavía se conoce por su nombre original, "refracción cónica".
El paso de la óptica a la dinámica en la aplicación del método de "acción variable" se realizó en 1827, y se comunicó a la Royal Society, en cuyas  Transactions de 1834 y 1835 figuran dos artículos sobre el tema, que, como con los "sistemas de rayos", suponen un dominio sobre los símbolos y una fluidez del lenguaje matemático casi inigualable. El hilo conductor de todo este trabajo es el principio de "acción variable" de Hamilton. Aunque se basa en el cálculo de variaciones y se puede decir que pertenece a la clase general de problemas incluidos en el principio de mínima acción que habían sido estudiados anteriormente por Pierre Louis Maupertuis, Leonhard Euler, Joseph-Louis Lagrange y otros, el análisis de Hamilton reveló una estructura matemática mucho más profunda de lo que se había entendido anteriormente, en particular respecto a la simetría entre el momento y la posición. Paradójicamente, el mérito de descubrir el operador que ahora se llama lagrangiano y la mecánica lagrangiana pertenece a Hamilton. Sus avances ampliaron enormemente la clase de problemas mecánicos que podían resolverse, y representan quizás la mayor aportación a la dinámica desde el trabajo de Isaac Newton y de Joseph-Louis Lagrange. Muchos científicos, incluidos Liouville, Jacobi, Darboux, Poincaré, Andréi Kolmogórov y Arnold, han ampliado el trabajo de Hamilton, extendiendo así nuestro conocimiento sobre la mecánica y las ecuaciones diferenciales y formando la base de la topología simpléctica.
Si bien la mecánica hamiltoniana se basa en los mismos principios físicos que la mecánica de Newton y Lagrange, proporciona una nueva técnica poderosa para trabajar con las ecuaciones del movimiento. Más importante aún, los enfoques lagrangiano y hamiltoniano, que se desarrollaron inicialmente para describir el movimiento de sistemas discretos, han demostrado ser fundamentales para el estudio de sistemas clásicos continuos en física, e incluso en sistemas mecánicos cuánticos. De hecho, las técnicas encuentran uso en electromagnetismo, mecánica cuántica, teoría de la relatividad cuántica y teoría cuántica de campos. En el Dictionario Irlandés de Biografías, David Spearman escribió:

A pesar de la importancia de sus contribuciones al álgebra y a la óptica, la posteridad le otorga la mayor fama por su dinámica. La formulación que ideó para la mecánica clásica resultó ser igualmente adecuada para la teoría cuántica, cuyo desarrollo facilitó. El formalismo hamiltoniano no muestra signos de obsolescencia; las nuevas ideas continúan encontrando en este el medio más natural para su descripción y desarrollo, y la función que ahora se conoce universalmente como hamiltoniana, es el punto de partida para el cálculo en casi cualquier área de la física.

## Matemáticas
Los estudios matemáticos de Hamilton parecen haber sido llevados a cabo y alcanzado su pleno desarrollo sin ningún tipo de ayuda, y el resultado es que sus escritos no pertenecen a ninguna "escuela" en particular. Hamilton no solo era un experto en el cálculo aritmético, sino que, en ocasiones, parece que se divertía calculando el resultado de algunos cálculos con una enorme cantidad de decimales. A la edad de ocho años, Hamilton compitió con Zerah Colburn, el "niño calculista" estadounidense que entonces se exhibía como una curiosidad en Dublín. Dos años más tarde, a los diez años, Hamilton tropezó con una copia en latín de los Elementos de Euclides, que devoró con entusiasmo; y a los doce estudió el de Arithmetica Universalis de Newton. Esta fue su introducción al análisis moderno. Hamilton pronto comenzó a leer los Principia, y a los dieciséis años había dominado gran parte de él, así como algunos trabajos más modernos sobre geometría analítica y cálculo diferencial.
Por esta época, Hamilton también se estaba preparando para entrar en el Trinity College de Dublín, y por eso tuvo que dedicar algo de tiempo a los clásicos. A mediados de 1822 comenzó un estudio sistemático de la "Mécanique Céleste" de Pierre-Simon Laplace.
A partir de ese momento, parece que Hamilton se dedicó casi por completo a las matemáticas, aunque siempre se mantuvo familiarizado con el estado de la ciencia tanto en Gran Bretaña como en el extranjero. Hamilton encontró un defecto importante en una de las demostraciones de Laplace, y un amigo lo indujo a escribir sus comentarios, de modo que pudieran mostrárselos al Dr. John Brinkley, entonces el primer Astrónomo Real de Irlanda, y un matemático consumado. Brinkley parece que percibió de inmediato el talento de Hamilton, y lo alentó de la manera más amable.
La carrera de Hamilton en la universidad quizás no tuvo precedentes. Entre una serie de competidores extraordinarios, fue el primero en todas las materias y en todos los exámenes. Logró la rara distinción de obtener un wrangler tanto en griego como en física. Hamilton podría haber obtenido muchos más honores de este tipo (se esperaba que ganara las dos medalla de oro en el examen de grado), si su carrera como estudiante no se hubiera visto truncada por un evento sin precedentes. Este fue el nombramiento de Hamilton como Profesor Andrews de Astronomía en la Universidad de Dublín, dejado vacante por el Dr. Brinkley en 1827. La cátedra no se le ofreció directamente, como se ha afirmado a veces, pero los electores, habiéndose reunido y hablado sobre el tema, autorizaron al amigo personal de Hamilton (también un elector) para instarle a convertirse en candidato, un paso que la modestia de Hamilton le había impedido dar. Así, cuando apenas tenía 22 años, Hamilton se estableció en el Observatorio de Dunsink, cerca de Dublín.
Hamilton no era especialmente adecuado para el puesto, porque aunque conocía profundamente la astronomía teórica, había prestado poca atención al trabajo regular del astrónomo práctico. El tiempo de Hamilton estaba mejor empleado en investigaciones originales que en observaciones realizadas incluso con los mejores instrumentos. Las autoridades universitarias que lo eligieron para la cátedra de astronomía pretendían que Hamilton pasara su tiempo lo mejor que pudiera para el avance de la ciencia, sin estar atado a ninguna rama en particular. Si Hamilton se hubiera dedicado a la astronomía práctica, la Universidad de Dublín seguramente le habría proporcionado instrumentos y un personal adecuado de asistentes.
Fue galardonado dos veces con la Medalla Cunningham de la Real Academia de Irlanda. El primer premio, en 1834, fue por su trabajo sobre la refracción cónica, por lo que también recibió la Medalla Real de la Royal Society al año siguiente. Lo volvería a ganar en 1848.
En 1835, siendo secretario de la reunión de la Asociación Británica para el Avance de la Ciencia que se celebró ese año en Dublín, ejerció como caballero enviado por el Lord teniente de Irlanda. Recibió otros honores rápidamente, entre ellos su elección en 1837 para la presidencia en la Real Academia de Irlanda, y la rara distinción de ser nombrado miembro correspondiente de la Academia de Ciencias de Rusia. Más tarde, en 1864, la recién establecida Academia Nacional de Ciencias de los Estados Unidos eligió a sus primeros Asociados Extranjeros y decidió poner el nombre de Hamilton en la parte superior de su lista.

## Cuaterniones

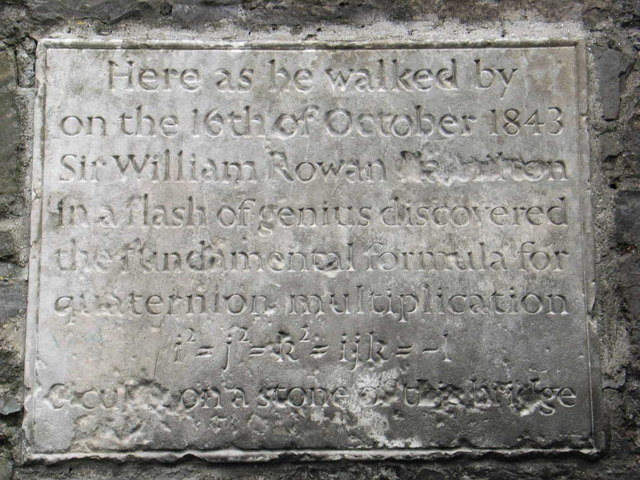
Placa conmemorativa del cuaternión en Broom Bridge

La otra gran contribución que hizo Hamilton a la ciencia matemática fue su descubrimiento de los cuaterniones en 1843. Sin embargo, en 1840, Olinde Rodrigues ya había alcanzado un resultado que equivalía a su descubrimiento en todo menos en el nombre.
Hamilton buscaba formas de extender los números complejos (que se pueden ver como puntos en un plano bidimensional) a dimensiones espaciales más altas. No pudo encontrar un sistema tridimensional útil (en terminología moderna, no pudo encontrar un anillo de división tridimensional real), pero al trabajar con cuatro dimensiones creó los cuaterniones. Según el propio Hamilton, el 16 de octubre estaba paseando por el Royal Canal en Dublín con su esposa, cuando de repente se le ocurrió la solución en forma de ecuación:
i2 = j2 = k2 = ijk = −1
y rápidamente grabó esta ecuación usando su navaja en el costado del cercano Broom Bridge (que Hamilton llamó Puente Brougham). Este evento marcó el descubrimiento del grupo del cuaternión.
El Taoiseach (máximo mandatario irlandés) Éamon de Valera, matemático y estudiante de los cuaterniones, inauguraría años después una placa conmemorativa de este hecho adosada al puente, el día 13 de noviembre de 1958. Desde 1989, la Universidad Nacional de Irlanda, Maynooth, ha organizado un paseo denominado Hamilton Walk, en el que los matemáticos dan un paseo desde el Observatorio de Dunsink hasta el puente, donde no queda ningún rastro de las marcas originalmente realizadas por Hamilton, aunque una placa de piedra conmemora el descubrimiento.
El cuaternión implicó abandonar la conmutatividad, un paso radical para la época. No solo esto, Hamilton también inventó los productos escalar y cruzado del álgebra vectorial, siendo el producto de cuaterniones el producto cruzado menos el producto escalar. Hamilton también describió el cuaternión como un conjunto ordenado de cuatro elementos de números reales, y describió el primer elemento como la parte "escalar" y los tres restantes como la parte "vectorial". Acuñó las palabras tensor y escalar, y fue el primero en utilizar la palabra vector en el sentido moderno.
Hamilton introdujo, como método de análisis, tanto los cuaterniones como los bicuaterniones, la extensión a ocho dimensiones mediante la introducción de coeficientes complejos. Cuando se reunió su trabajo en 1853, el libro Lectures on Quaternions había "formado el tema de sucesivos cursos de conferencias, dictados en 1848 y años posteriores, en los Halls del Trinity College, Dublín". Hamilton declaró con seguridad que los cuaterniones tendrían una poderosa influencia como instrumento de investigación.
Cuando murió, estaba trabajando en una declaración definitiva de la ciencia del cuaternión. Su hijo, William Edwin Hamilton, presentó los "Elementos de cuaterniones", un volumen considerable de 762 páginas, para su publicación en 1866. Como las copias se agotaron, Charles Jasper Joly preparó una segunda edición, cuando el libro se dividió en dos volúmenes, apareciendo el primero 1899 y el segundo en 1901. El índice de materias y las notas a pie de página de esta segunda edición mejoraron la facilidad de comprensión de los "Elementos".
Una de las características del sistema de cuaterniones de Hamilton era el operador diferencial nabla, que podía usarse para expresar el gradiente de un campo vectorial o para expresar el rotacional. Estas operaciones fueron aplicadas por Maxwell a los estudios eléctricos y magnéticos de Michael Faraday en el Treatise on Electricity and Magnetism de Maxwell (1873). Aunque se siga utilizando el operador nabla, los cuaterniones reales se quedan cortos como representación del espacio-tiempo. Por otro lado, el álgebra de bicuaterniones, en manos de Arthur W. Conway y Ludwik Silberstein, proporcionó las herramientas de representación del espacio-tiempo de Minkowski y del grupo de Lorentz a principios del siglo XX.
Hoy en día, los cuaterniones se utilizan en computación gráfica, teoría del control, procesamiento de señales y mecánica orbital, principalmente para representar rotaciones/orientaciones. Por ejemplo, es común que los sistemas de control de las naves espaciales se especifiquen en términos de cuaterniones, que también se utilizan para telemedir su estado actual. La razón es que la combinación de transformaciones de cuaterniones es numéricamente más estable que la combinación de muchas transformaciones matriciales. En aplicaciones de control y modelado, los cuaterniones no tienen una singularidad computacional (división indefinida por cero) que puede darse para las rotaciones de un cuarto de vuelta (90 grados) que son alcanzables por muchos vehículos aéreos, marítimos y espaciales. En matemáticas puras, los cuaterniones aparecen significativamente como una de las cuatro álgebras con división normada de dimensión finita sobre los números reales, con aplicaciones en toda el álgebra y la geometría.
Algunos matemáticos modernos piensan que el trabajo de Hamilton sobre cuaterniones fue satirizado por Lewis Carroll en Las aventuras de Alicia en el país de las maravillas. En particular, la fiesta del té del Sombrerero Loco estaba destinada a representar la locura de los cuaterniones y la necesidad de volver a la geometría euclidiana.

## Otros trabajos originales
Hamilton originalmente maduró sus ideas antes de poner la pluma sobre el papel. Los descubrimientos, artículos y tratados antes mencionados bien podrían haber formado todo el trabajo de una vida larga y laboriosa. Pero por no hablar de su enorme colección de libros, llena a rebosar de materia nueva y original, que ha sido entregada al Trinity College (Dublín), las obras mencionadas anteriormente apenas forman la mayor parte de lo que ha publicado Hamilton. Desarrolló el principio variacional, que luego fue reformulado por Carl Gustav Jakob Jacobi. También presentó el juego Icosian o "rompecabezas de Hamilton" que se puede resolver utilizando el concepto de un camino hamiltoniano.
Las extraordinarias investigaciones de Hamilton relacionadas con la solución de ecuaciones algebraicas de quinto grado, y su examen de los resultados obtenidos por N. H. Abel, G. B. Jerrard y otros en sus investigaciones sobre este tema, constituyen otra contribución a la ciencia. A continuación está el artículo de Hamilton sobre funciones fluctuantes, un tema que, desde la época de Joseph Fourier, ha sido de inmenso y siempre creciente valor en las matemáticas aplicadas a la física. También está el invento extremadamente ingenioso de la hodógrafa. De sus extensas investigaciones sobre las soluciones (especialmente por análisis numérico) de ciertas clases de ecuaciones diferenciales físicas, solo se han publicado unos pocos elementos, a intervalos, en el Philosophical Magazine.
Además de todo esto, Hamilton sostuvo una voluminosa correspondencia. A menudo, una sola carta de Hamilton ocupaba de cincuenta a cien o más páginas escritas, todas dedicadas a la consideración minuciosa de cada característica de algún problema particular; porque una de las características peculiares de la mente de Hamilton era no estar nunca satisfecha con una comprensión general de una cuestión; y seguía con el problema hasta que lo conocía en todos sus detalles. Siempre fue cortés y amable al responder las solicitudes de ayuda en el estudio de sus obras, incluso cuando su cumplimiento debió de haberle llevado mucho tiempo. Era excesivamente preciso y difícil de complacer con referencia al pulido final de sus propias obras para su publicación; y probablemente fue por esta razón que publicó tan poco en comparación con el alcance de sus investigaciones.

## Eponimia
- La mecánica hamiltoniana, una formulación de mecánica clásica.
- Numerosos otros conceptos y objetos en mecánica, como el principio de  Hamilton, la ecuación de Hamilton-Jacobi, o el teorema de Cayley-Hamilton llevan el nombre de Hamilton.
- El hamiltoniano es el nombre de una función (clásica) y un operador (cuántico) en física, y en un sentido diferente, un término de la teoría de grafos.
- El camino hamiltoniano es otro concepto que lleva su nombre.
- La 'Sociedad de Hamilton', una organización de estudiantes del Real Colegio de Cirujanos de Irlanda, fue fundada en su honor en 2004.
- El álgebra de cuaterniones generalmente se denota por H, o  por {\displaystyle \mathbb {H} }, en honor a Hamilton.
- El edificio Hamilton en el Trinity College de Dublín lleva su nombre. 53°20′36″N 6°15′03″O / 53.3432398, -6.2506998
- El cráter lunar Hamilton lleva este nombre en su memoria.

## Publicaciones
- Hamilton, William Rowan (Royal Astronomer Of Ireland), Introductory Lecture on Astronomy. Dublin University Review and Quarterly Magazine Vol. I, Trinity College, January 1833.
- Hamilton, William Rowan, Lectures on Quaternions. Royal Irish Academy, 1853.
- Hamilton (1866) Elements of Quaternions University of Dublin Press. Edited by William Edwin Hamilton, son of the deceased author.
- Hamilton (1899) Elements of Quaternions volume I, (1901) volume II. Edited by Charles Jasper Joly; Longmans, Green & Co..
- David R. Wilkins's collection of Hamilton's Mathematical Papers Archivado el 30 de mayo de 2013 en Wayback Machine..